# Proppning

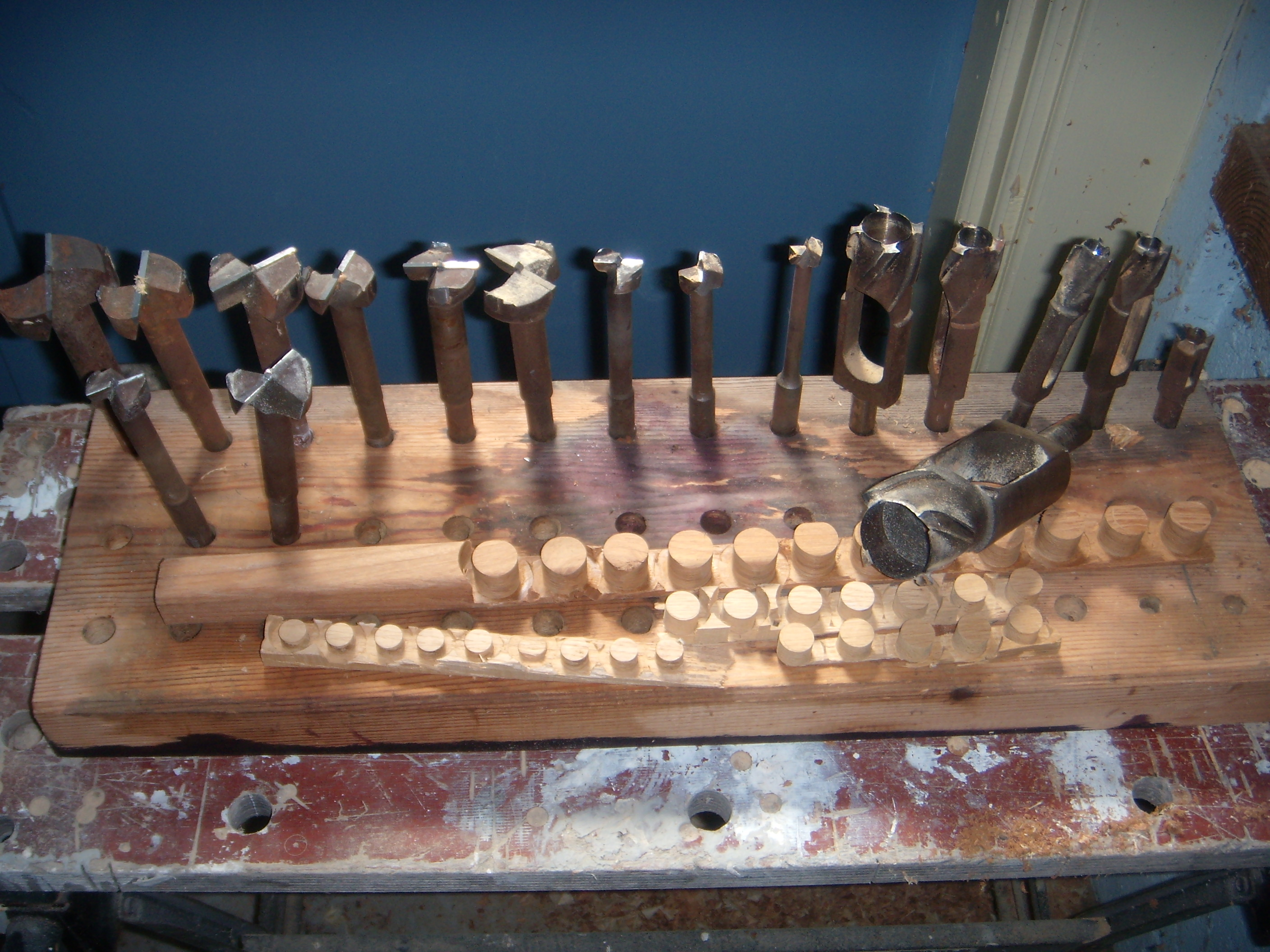
Kvistborr och motsvarande proppborr

Proppning eller pluggning utföres på båtar och fartyg samt inredning går till väga på så sätt att skruv eller spik är försänkt med ett cylinderborr, med ett motsvarande proppborr borras proppar ur trä som limmas i hålen.  Att tänka på är att träslag och ådring, fiberriktningen i proppen bör stämma överens med objektet i fråga. Efter proppning skärs överflödet av med ett stämjärn samt slipas till. Ett annat alternativ är att såga den jämnt, t. ex med en s. k. japansåg, eller motsv flexibelt kapverktyg. 